# Josef Schmoll

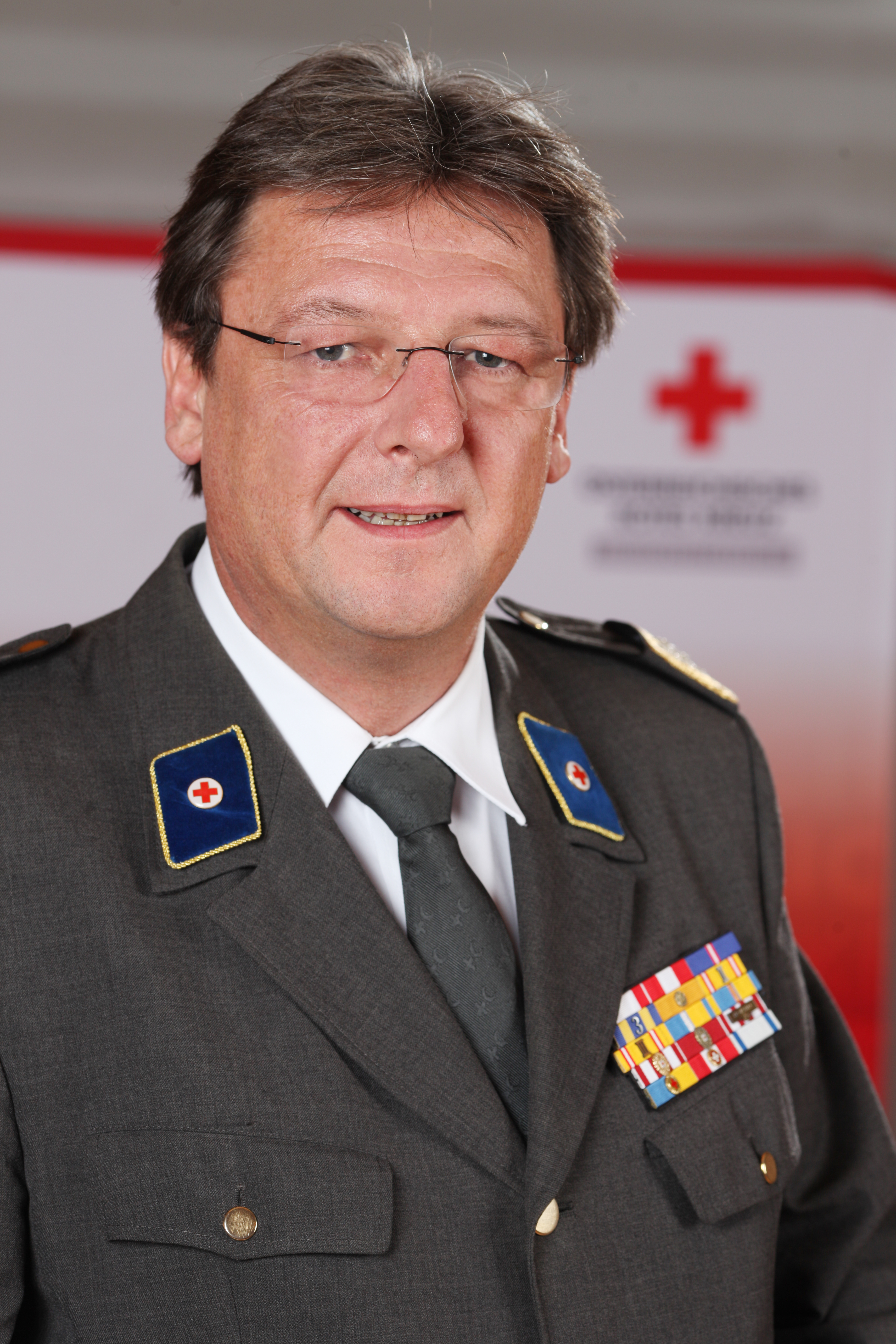
Josef Schmoll (2012)

Josef Schmoll (* 1968) ist beruflich als Justizbeamter Bundesinspizierender der Justizanstalten und war von Oktober 2016 bis Jänner 2024 im Ehrenamt Präsident beim österreichischen Roten Kreuz – Landesverband Niederösterreich.

## Leben und Wirken
Josef Schmoll ist im Zivilberuf Justizbeamter, wo er stellvertretender Leiter der Justizanstalt Wien-Favoriten und danach Leiter Wien-Simmering war. Von 2015 bis Anfang 2017 war er Abteilungsleiter im Justizministerium für Sicherheit, Bauwesen und Aufsicht im Strafvollzug zuständig. Per 10. Mai ist er Bundesinspizierender der Justizanstalten.
Bei der Justizwache führt er den Dienstgrad General.
Ehrenamtlich ist Schmoll seit 1988 beim Roten Kreuz aktiv, wo er als Rettungssanitäter begann. Von 2002 bis 2006 war er Bereichskommandant, danach bis 2016 Bezirksstellenleiter der Bezirksstelle Neunkirchen des Roten Kreuzes. Von 2007 bis 2011 war er zudem Landesrettungskommandant-Stellvertreter. Anschließend war er 5 Jahre lang Vizepräsident des Landesverbandes.
Ab Oktober 2016 war Schmoll Nachfolger von Willi Sauer als Präsident des Österreichischen Roten Kreuzes, Landesverband Niederösterreich. Bei der Amtsübergabe erklärte er: „Das Rote Kreuz Niederösterreich will in Zukunft die Anlaufstelle für ein gesundes, sicheres und selbstbestimmtes Leben für die Niederösterreicherinnen und Niederösterreicher sein. Gleichzeitig wollen wir das Rote Kreuz als attraktivste Freiwilligenorganisation des Landes weiter stärken und ausbauen.“ Bei der Generalversammlung des Rot-Kreuz-Landesverbandes im Juli 2021 wurde er mit nur 59 Prozent der Delegiertenstimmen als Präsident wiedergewählt. Im Jahr 2016 erhielt er 91,5 Prozent der Stimmen.
Zu erwähnen sind auch seine Katastropheneinsätze als Einsatzleiter im In- und Ausland, wie beim Tsunami nach dem Erdbeben in Thailand (2004), nach weiteren Beben in der Türkei (1999), Iran (2003) und Algerien (2004), in Ungarn während der Schlammkatastrophe (2010) oder beim Hochwasser (2002) im eigenen Land. 
Im November 2023 wurde er neben Christian Fohringer als Nachfolger von Christoph Constantin Chwojka zum Geschäftsführer von Notruf Niederösterreich bestellt. Als Präsident des Roten Kreuzes Niederösterreich folgte ihm im Jänner 2024 der bisherige Vizepräsident Hans Ebner nach.
In seiner Heimatgemeinde Höflein an der Hohen Wand war er sieben Jahre lang Kommandant der Freiwilligen Feuerwehr. Daneben züchtet der Verheiratete Mangalica-Schweine in Höflein.

## Auszeichnungen (Auszug)
- Wehrdienstmedaille in Bronze
- Niederösterreichisches Ehrenzeichen für vieljährige verdienstvolle Tätigkeit auf dem Gebiete des Feuerwehr- und Rettungswesens in Bronze
- Katastrophendienst-Medaille Gold
- ÖRK Verdienstkreuz 1. Klasse
- Verdienstzeichen des Österreichischen Bundesfeuerwehrverbandes (ÖBFV) III. und II. Stufe
- Verdienstzeichen des Niederösterreichischen Landesfeuerwehrverbandes (NÖLFV) 3. und 2. Klasse
- Ehrenzeichen für Verdienste um das Bundesland Niederösterreich
- Persönlichkeit des Jahres vom ORF Niederösterreich (2004)